# HMS Shrewsbury (1758)
HMS Shrewsbury (1758) — 74-пушечный линейный корабль 3 ранга Королевского флота, второй корабль, названный Shrewsbury.

## История службы
Заказан 31 октября 1751 года. Спущен на воду 23 февраля 1758 года на королевской верфи в Дептфорде. Принадлежал к типу Dublin; корабли этого типа заказывались как 70-пушечные, но уже в ходе постройки повышены до 74-пушечных.
Участвовал в Семилетней войне.
1758 год — капитан Хью Паллисер (англ. Hugh Palliser). В июле лорд Ансон отрядил его с эскадрой крейсировать у входа в Брест, для наблюдения за стоявшим на рейде французским флотом.
Участвовал в Американской революционной войне.
1780 год — был в бою 8 января и в Битве при лунном свете.
1781 год — был при Форт-Ройял, при Чесапике
1782 год — был при острове Сент-Киттс.
В 1783 году признан негодным к службе и затоплен.